# Калабритто
Калабритто (итал. Calabritto) — коммуна в Италии, располагается в регионе Кампания, в провинции Авеллино.
Население составляет 2869 человек, плотность населения составляет 56 чел./км². Занимает площадь 51 км². Почтовый индекс — 83040. Телефонный код — 0827.
Покровителем коммуны почитается святой Иосиф Обручник, празднование 19 марта и в последнее воскресение июля.